# Италия на «Евровидении-1988»
Италия принимала участие в тридцать третьем выпуске телевизионного конкурса Евровидение-1988, который состоялся 30 апреля в Дублине, Ирландия. Страну представлял певец и сонграйтер Лука Барбаросса с балладой Vivo (Ti scrivo) (с итал. — «Живой (Я пишу тебе)»), написанной им самим. По итогам голосования он занял 12-е место из 21, набрав 52 балла. Тем не менее, Vivo (Ti scrivo) стала предшественницей итальянской заявки на Евровидение-1989 Avrei voluto в исполнении Анны Окса и Фаусто Леали. Конкурс был показан RAI на канале Rai Tre с комментариями Даниэле Пьомби. Глашатаем от Италии была Мариолина Каннули.

## До «Евровидения»

### Внутренний отбор
Итальянская телекомпания RAI с 1956 года отвечает за организацию отбора заявки на Евровидение и дальнейшую трансляцию конкурса. До 1972 года RAI использовала Фестиваль в Сан-Ремо в качестве национального отбора исполнителя и песни для дальнейшего участия на Евровидение. С 1973 года вещатель перешёл к внутреннему отбору, среди участников которого также присутствовали лауреаты Фестиваля в Сан-Ремо различных лет и рангов. Для участия на Евровидение-1988 RAI утвердила кандидатуру певца и сонграйтера Луки Барбароссы, занявшего третье место в Сан-Ремо с песней L'amore rubato, посвящённой теме сексуального насилия. На волне успеха L’amore rubato Барбаросса позже написал песню Vivo, ставшей би-сайдом и специально для Евровидения переименованной в Ti scrivo. Успех обеих композиций привёл к тому, что Лука Барбаросса в 1993 году выпустил концертный альбом, также названный Vivo.

## На «Евровидении»
В Дублине Лука Барбаросса выступал под номером 18, между Люксембургом и Францией. Особенностью его выступления было наличие минусовой фонограммы, которая была воспроизведена без участия оркестра. Таким образом, Италия, наряду с Исландией, оказалась единственной страной, не задействовавшей оркестр в процессе исполнения. По итогам голосования он занял 12-е место из 21, набрав 52 балла. 12 баллов итальянское жюри присудило Великобритании.

### Голосование
| Очки      | Страна                            |
| --------- | --------------------------------- |
| 12 баллов |                                   |
| 10 баллов |                                   |
| 8 баллов  | - Финляндия - Франция - Швейцария |
| 7 баллов  | - Испания                         |
| 6 баллов  |                                   |
| 5 баллов  | - Австрия - Югославия             |
| 4 балла   | - Турция                          |
| 3 балла   | - Норвегия                        |
| 2 балла   | - Германия - Люксембург           |
| 1 балл    |                                   |

| Очки      | Страна         |
| --------- | -------------- |
| 12 баллов | Великобритания |
| 10 баллов | Швеция         |
| 8 баллов  | Испания        |
| 7 баллов  | Швейцария      |
| 6 баллов  | Югославия      |
| 5 баллов  | Нидерланды     |
| 4 балла   | Норвегия       |
| 3 балла   | Израиль        |
| 2 балла   | Люксембург     |
| 1 балл    | Исландия       |